# Bob Rouse
Robert John "Bob" Rouse, född 18 juni 1964, är en kanadensisk före detta professionell ishockeyspelare som tillbringade 17 säsonger i den nordamerikanska ishockeyligan National Hockey League (NHL), där han spelade för ishockeyorganisationerna Minnesota North Stars, Washington Capitals, Toronto Maple Leafs, Detroit Red Wings och San Jose Sharks. Han producerade 218 poäng (37 mål och 181 assists) samt drog på sig 1 561 utvisningsminuter på 1 061 grundspelsmatcher. Rouse spelade också på lägre nivåer för Springfield Indians i American Hockey League (AHL) och Billings Bighorns, Nanaimo Islanders och Lethbridge Broncos i Western Hockey League (WHL).
Han draftades i fjärde rundan i 1982 års draft av Minnesota North Stars som 80:e spelaren totalt.
Rouse vann två raka Stanley Cup med Detroit Red Wings för säsongerna 1996-1997 och 1997-1998.
Efter spelarkarriären äger han ett stuteri i Langley, British Columbia.

## Statistik
| 1980–1981  | Billings Bighorns     | WHL        | 70   | 0  | 13  | 13  | 116  | 5   | 0 | 0  | 0  | 2   |
| 1981–1982  | Billings Bighorns     | WHL        | 71   | 7  | 22  | 29  | 209  | 5   | 0 | 2  | 2  | 10  |
| 1982–1983  | Nanaimo Islanders     | WHL        | 29   | 7  | 20  | 27  | 86   | —   | — | —  | —  | —   |
|            | Lethbridge Broncos    | WHL        | 42   | 8  | 30  | 38  | 82   | 20  | 2 | 13 | 15 | 55  |
| 1983–1984  | Minnesota North Stars | NHL        | 1    | 0  | 0   | 0   | 0    | —   | — | —  | —  | —   |
|            | Lethbridge Broncos    | WHL        | 71   | 18 | 42  | 60  | 101  | 5   | 0 | 1  | 1  | 28  |
| 1984–1985  | Minnesota North Stars | NHL        | 63   | 2  | 9   | 11  | 113  | —   | — | —  | —  | —   |
|            | Springfield Indians   | AHL        | 8    | 0  | 3   | 3   | 6    | —   | — | —  | —  | —   |
| 1985–1986  | Minnesota North Stars | NHL        | 75   | 1  | 14  | 15  | 151  | 3   | 0 | 0  | 0  | 0   |
| 1986–1987  | Minnesota North Stars | NHL        | 72   | 2  | 10  | 12  | 179  | —   | — | —  | —  | —   |
| 1987–1988  | Minnesota North Stars | NHL        | 74   | 0  | 12  | 12  | 168  | —   | — | —  | —  | —   |
| 1988–1989  | Minnesota North Stars | NHL        | 66   | 4  | 13  | 17  | 124  | —   | — | —  | —  | —   |
|            | Washington Capitals   | NHL        | 13   | 0  | 2   | 2   | 38   | 6   | 2 | 0  | 2  | 4   |
| 1989–1990  | Washington Capitals   | NHL        | 70   | 4  | 16  | 20  | 123  | 15  | 2 | 3  | 5  | 47  |
| 1990–1991  | Washington Capitals   | NHL        | 47   | 5  | 15  | 20  | 65   | —   | — | —  | —  | —   |
|            | Toronto Maple Leafs   | NHL        | 13   | 2  | 4   | 6   | 10   | —   | — | —  | —  | —   |
| 1991–1992  | Toronto Maple Leafs   | NHL        | 79   | 3  | 19  | 22  | 97   | —   | — | —  | —  | —   |
| 1992–1993  | Toronto Maple Leafs   | NHL        | 82   | 3  | 11  | 14  | 130  | 21  | 3 | 8  | 11 | 29  |
| 1993–1994  | Toronto Maple Leafs   | NHL        | 63   | 5  | 11  | 16  | 101  | 18  | 0 | 3  | 3  | 29  |
| 1994–1995  | Detroit Red Wings     | NHL        | 48   | 1  | 7   | 8   | 36   | 18  | 0 | 3  | 3  | 8   |
| 1995–1996  | Detroit Red Wings     | NHL        | 58   | 0  | 6   | 6   | 48   | 7   | 0 | 1  | 1  | 4   |
| 1996–1997  | Detroit Red Wings     | NHL        | 70   | 4  | 9   | 13  | 58   | 20  | 0 | 0  | 0  | 55  |
| 1997–1998  | Detroit Red Wings     | NHL        | 71   | 1  | 11  | 12  | 57   | 22  | 0 | 3  | 3  | 16  |
| 1998–1999  | San Jose Sharks       | NHL        | 70   | 0  | 11  | 11  | 44   | 6   | 0 | 0  | 0  | 6   |
| 1999–2000  | San Jose Sharks       | NHL        | 26   | 0  | 1   | 1   | 19   | —   | — | —  | —  | —   |
| NHL totalt | NHL totalt            | NHL totalt | 1061 | 37 | 181 | 218 | 1561 | 136 | 7 | 21 | 28 | 198 |
| AHL totalt | AHL totalt            | AHL totalt | 8    | 0  | 3   | 3   | 6    | —   | — | —  | —  | —   |
| WHL totalt | WHL totalt            | WHL totalt | 283  | 40 | 127 | 167 | 594  | 35  | 2 | 16 | 18 | 95  |